# Pim Koopman

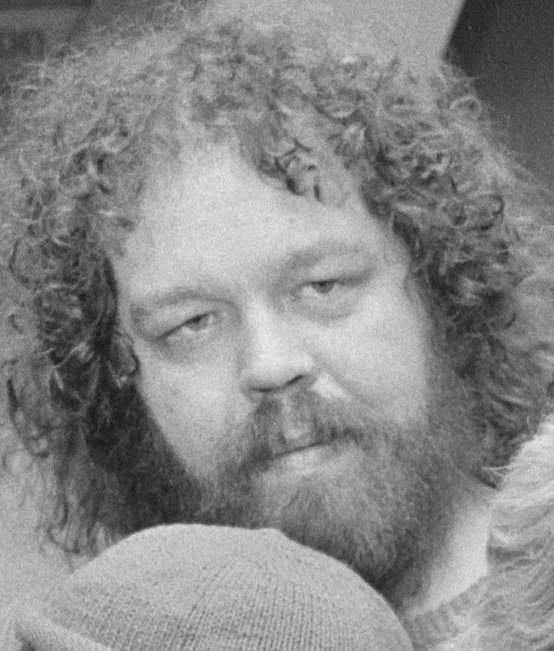
Pim Koopman (1984)

Pim Koopman (Hilversum, 11 de marzo de 1953 – Hilversum, 23 de noviembre de 2009) es el baterista y percusionista de la banda de Rock Progresivo holandés Kayak. El cofundó la banda largamente con Ton Scherpenzeel, Johan Slager y Max Werner en 1972. Pim Koopman deja la banda en 1976 por problemas de salud y habla con su mánager. Regresó a reunirse en 1999, y tocó la batería en Kayak nuevamente hasta el día de su fallecimiento.
Pim fue también parte de otras dos bandas: Diesel en 1979 y The President en 1983.
- Datos: Q2258490
- Multimedia: Pim Koopman / Q2258490